# Катлановска Бања
Катлановска Бања је једна од најпознатијих македонских бања.

## Положај
Налази у доњем току реке Пчиње изнад села Катланово на надморској висини од 230 м. У околини бање има више топлих и хладних минералних извора, док је бањска вода са температуром од 40 °C. Вода садржи највише натријума, калцијума, хлора, сулфате и угљоводонике. У бањи се успешно лече многе врсте реуматских болести, болести репродуктивних органа, бубрега и мокраћних путева, нерви, кожа и респираторне болести. Бању су користили интензивније Римљани, а потом и Турци. Први хотел је имао 156 кревета и изграђен је 1934. године. Данас у бањи постоје три хотела и неколико одмаралишта са укупним капацитетом од 450 кревета. Годишње овде дође око 10.000 посетилаца. У периоду после 2008. године, капацитет бање је у сталном порасту и то је један од најмодернијих и најбоље опремљених бањских центара у Македонији.